# Chiesa di San Giovanni Battista (Sotto il Monte Giovanni XXIII)
La chiesa di San Giovanni Battista è la parrocchiale di Sotto il Monte Giovanni XXIII, in provincia e diocesi di Bergamo; fa parte del vicariato di Capriate-Chignolo-Terno.

## Storia
La prima citazione di una chiesa dedicata a San Giovanni situata nella zona di Sotto il Monte risale al 984. Questa chiesa venne sostituita da un'altra nel 1455. Da un documento del 1538 s'apprende che la chiesetta era dotata di sei altari, di un campanile e del cimitero. Nel 1575 l'arcivescovo di Milano Carlo Borromeo annotò che la chiesa di Sotto il Monte rientrava nel vicariato di Terno. L'edificio fu ampliato nel 1728 e consacrato nel 1737 dal vescovo Antonio Redetti. Nel 1820 le funzioni furono spostate dalla chiesa di San Giovanni Battista sul colle a quello di Santa Maria in località Brusicco, non molto lontano dall'attuale parrocchiale. La prima pietra di quest'ultima venne posta il 20 giugno 1902. La nuova chiesa, progettata da Virginio Muzio, fu terminata nel 1906. Tra il 1910 ed il 1912 furono dipinti gli affreschi che adornano l'abside e la volta e, nel 1927, venne portata a termine la facciata. La parrocchiale fu consacrata il 21 settembre 1929. Tra il 1959 al 1960 la chiesa subì importanti lavori di abbellimento e restauro e fu edificato il campanile, disegnato di Giovanni Muzio. Nel 1971 la parrocchiale passò dalla vicaria di Terno alla neo-costituita zona pastorale VIII, per poi essere aggregata nel 1979 al vicariato di Capriate-Chignolo-Terno.